# Стара Гута (Івано-Франківський район)
Стара́ Гу́та — присілок села Гута Івано-Франківського району Івано-Франківської області. 
У безпосередній близькості від населеного пункту розташована зимова резиденція Президента України, збудована Укрзалізницею для Леоніда Кучми.

## Населення

### Мова
Розподіл населення за рідною мовою за даними :
| Мова       | Кількість | Відсоток |
| ---------- | --------- | -------- |
| українська | 326       | 100%     |

## Географія
Біля присілка знаходиться велика кількість заповідних зон. У південній частині поселення починається національний природній парк Синьогора. У західному напрямку від населеного пункту розташований лісовий заказник Урочище Погорілець та заповідне урочище Бистрий. На схід від Старої Гути — лісові заказники Шиворіс та Комарники. У північно-східній стороні — лісовий заказник Сумарин. 
У присілку потоки Бистрик, Рипна та Сумарин впадають у річку Бистрицю Солотвинську. На потоці Малий Кузьминець розташований однойменний водоспад Малий Кузьминець (4 м).